# Grainstone

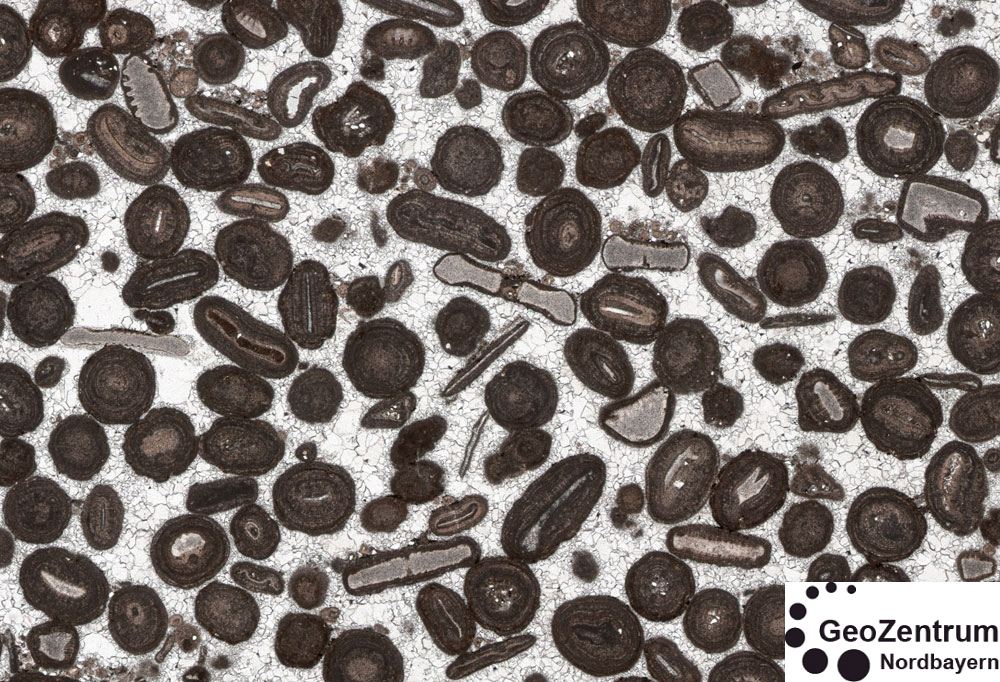
Grainstone onder de polarisatiemicroscoop, in normaal licht. De breedte van de afbeelding is 18 mm. Het cement van de matrix toont licht van kleur; individuele kristallen zijn zichtbaar. De meeste klasten zijn oöiden, sommige zijn kalkfragmenten, grotendeels biogeen. De klasten lijken niet overal op elkaar te rusten, maar dat is slechts een effect van de twee-dimensionale aanblik.

Schematische indeling van carbonaatgesteente volgens Dunham (1962, bovenste rij) en met latere aanvullingen (onderste rij).

Grainstone is een onderverdeling van carbonaatgesteente (zoals kalksteen of dolosteen) uit de classificatie van Dunham, de meest gebruikte indeling van carbonaatgesteente. Bij grainstone gaat het om een klasten-dragend gesteente met een matrix of grondmassa bestaande uit kristallen.

## Beschrijving
Grainstone is klasten-dragend, wat wil zeggen dat de klasten op elkaar rusten en niet vrij in de matrix "drijven". Daarmee verschilt het van wackestone. In tegenstelling tot packstone is bovendien geen of nauwelijks kalkmodder (micriet) aanwezig. In plaats daarvan bestaat de matrix uit spariet, een opvulling van kristallen. Het meest voorkomende mineraal van deze kristallen is calciet. Andere carbonaten zoals dolomiet en aragoniet komen ook veel voor. Vormen van silica zijn ook mogelijk, als het gesteente een bepaalde mate van verkiezeling heeft ondergaan.
Een oppervlak van een blok steen of een dunne doorsnede onder de microscoop zijn twee-dimensionaal van aard, zodat de klasten elkaar in de doorsnede vaak niet overal raken. In de praktijk rusten de klasten wel degelijk op elkaar, maar sommige raakvlakken bevinden of bevonden zich buiten de zichtbare doorsnede.
In het geval van perfect bolvormige klasten en de dichtste stapeling zouden de klasten 74% van het volume innemen. In de praktijk zijn klasten soms zeer grillig van vorm, met name bij biogene kalkskeletjes. Daarom kan zelfs bij een volumepercentage van 20-30% een gesteente al klasten-dragend zijn. Als de klasten daarentegen ronde lichamen zoals oöiden, oncolieten, peloïden of pisoïden zijn nemen ze in grainstone, packstone of rudstone een veel groter percentage van het volume in. Onder diagenese, compactie en drukoplossing kunnen de klasten op elkaar gedrukt en aan elkaar vast zijn komen te zitten, zodat ze zelfs meer dan 74% van het volume uitmaken. 

## Ontstaan
Grainstone wordt gevormd door het neerslaan van mineralen, zodat de klasten aan elkaar vast komen te zitten. De klasten zijn daarom primair van aard (gevormd door afzetting) en de matrix is secundair (gevormd door diagenese). De afwezigheid van fijne kalkmodder betekent dat grainstone normaal gesproken in een hoog-energetisch afzettingsmilieu ontstaat, dat wil zeggen dat er veel stroming in het water was. Typische plekken waar grainstone ontstaat zijn de hogere delen van de flanken van riffen of zeer ondiepe delen van carbonaatplatforms. Aan de fossiele fragmenten van biogene klasten is vaak af te leiden van welk deel van een rif het gesteente afkomstig is.
Oöiden en pisoïden zijn klasten met concentrische groeiringen, die ontstaan door de neerslag van mineralen in snel stromend water. Grainstone bestaande uit voornamelijk oöiden of pisoïden ontstaat in of vlak onder kalkrijke brandingen of zandbanken. In zulk gesteente kunnen duidelijk sedimentaire structuren voorkomen, zoals gelaagdheid en cross-bedding.
Oncolieten zijn ook ronde en vaak concentrisch gelaagde klasten, die sterk op oöiden lijken, maar een biogene oorsprong hebben. Ze ontstaan door de groei van koloniën blauwe of groene algen in snelstromend en zeer ondiep water. In plaats van in een grote "mat" te groeien, raakt de algenmassa door de stroming verdeeld in dit soort bolvormige structuren.
Peloïden zijn afgeronde klasten die uit kalkmodder bestaan. Peloïden-grainstone ontstaat in een meestal rustige omgeving, waar kalkmodder wordt afgezet. Er is echter ook sprake van periodes waarin het water veel sneller stroomt. Deze snelle stroming wordt gedacht balletjes te vormen, die dan later bij de diagenese weer aan elkaar zijn gecementeerd.